# Магот
Маго́т, или берберская обезьяна, или магрибский макак или варварийская обезьяна или бесхвостый макак (лат. Macaca sylvanus) — единственная обезьяна, живущая в диком виде на территории Европы (в Гибралтаре). Кроме того, магот — единственная макака, живущая не в Азии.

## Внешний вид
Магот — бесхвостая узконосая обезьяна. Тело покрыто густой буро-жёлтой шерстью, часто с красноватым оттенком. Рост самцов доходит до 75—80 сантиметров, а масса — 13—15 килограммов. Самки намного мельче. К 4—5 годам маготы становятся полностью половозрелыми, продолжительность жизни около 20 лет.

## Местообитание
Магот распространён в Атласских горах (Марокко, Алжир и Тунис) и на скале Гибралтар (см. Колония маготов на Гибралтаре).
Местообитание маготов в горах достигает 2300 метров над уровнем моря. Маготы переносят морозы до −10 °C.
Живут маготы в сосновых, кедровых и дубовых лесах, где питаются плодами, съедобными корнями, злаками, почками, побегами, семенами хвойных деревьев, некоторыми насекомыми (саранча, жуки, бабочки).
В горах Африки берберийские макаки всегда были довольно многочисленны, в Гибралтаре же вид оказался под угрозой вымирания в середине XX века, когда диких животных осталось всего около двух десятков, однако, принятые меры положительно сказались на увеличении популяции.
С конца 1960-х годов появились специальные охранные зоны для расселения маготов за пределами их естественного ареала.

## Социальная жизнь
Самцы охотно возятся даже с чужими детёнышами и часто повсюду таскают с собой выбранного среди малышей любимчика. Самец его чистит, развлекает и показывает своим товарищам. Детёныши служат также «белыми флагами» — их демонстрация снижает агрессию противника.
В сезон размножения самка выбирает партнёра, демонстрирующего хорошие отцовские качества.

## В культуре
Магот изображён на монете Гибралтара в 5 пенсов. На другой стороне изображена королева Елизавета II.
В Гибралтаре существует поверье, что пока на скале живёт хотя бы одна обезьяна, город останется британским. C 1855 года гибралтарские маготы находятся под официальным покровительством Военно-морского флота Великобритании.
Известен связанный с этим поверьем афоризм, иллюстрирующий решимость Великобритании сохранять свой контроль над Гибралтаром любой ценой: «Мы будем защищать обезьян до последнего англичанина».
Гибралтарский пролив имеет в самом узком месте ширину около 14 км, и другая легенда гласит, что обезьяны приходят из Африки и уходят обратно через подземный ход, соединяющий Гибралтар с Марокко.

## Галерея

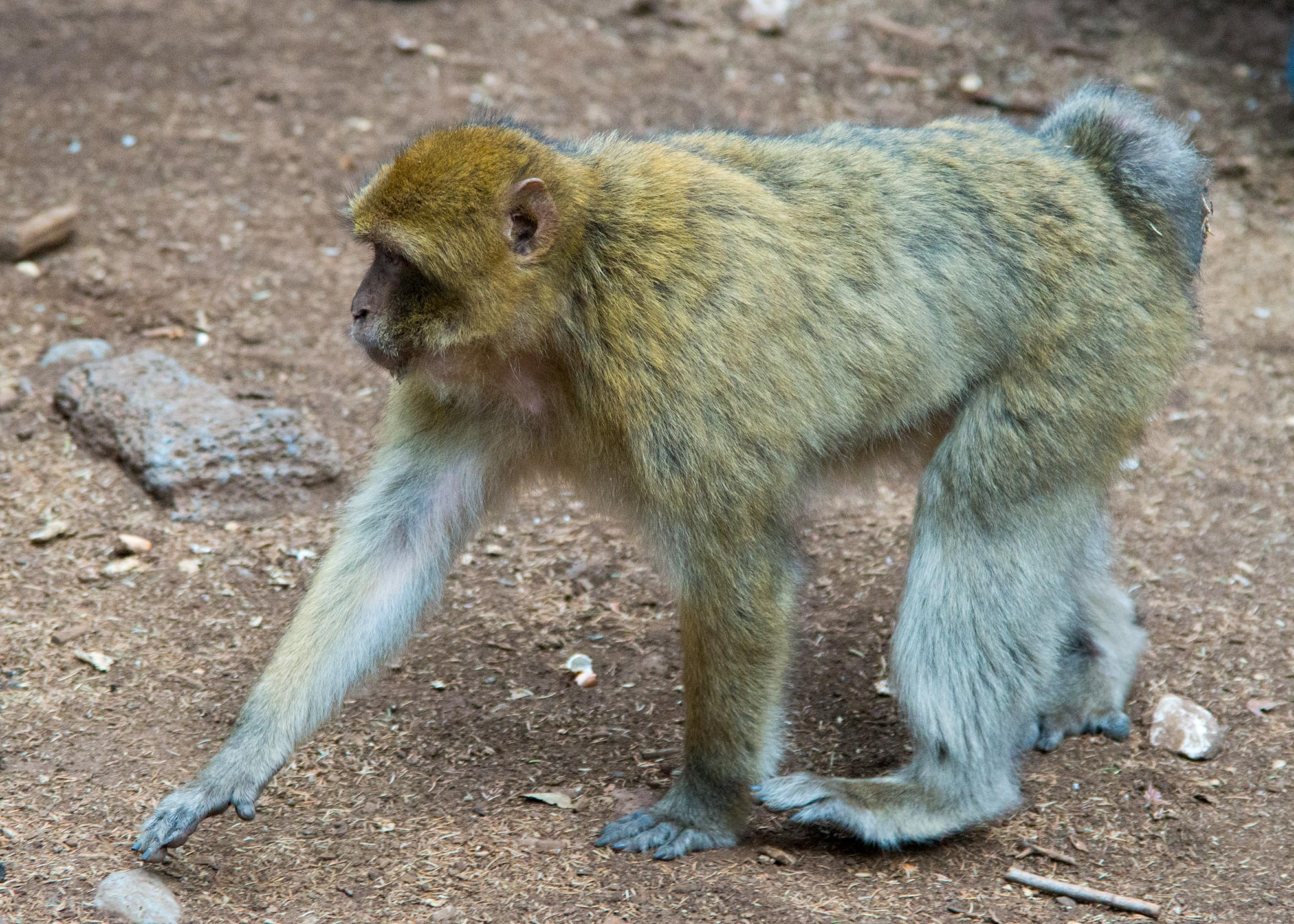
Магот в Атласских горах
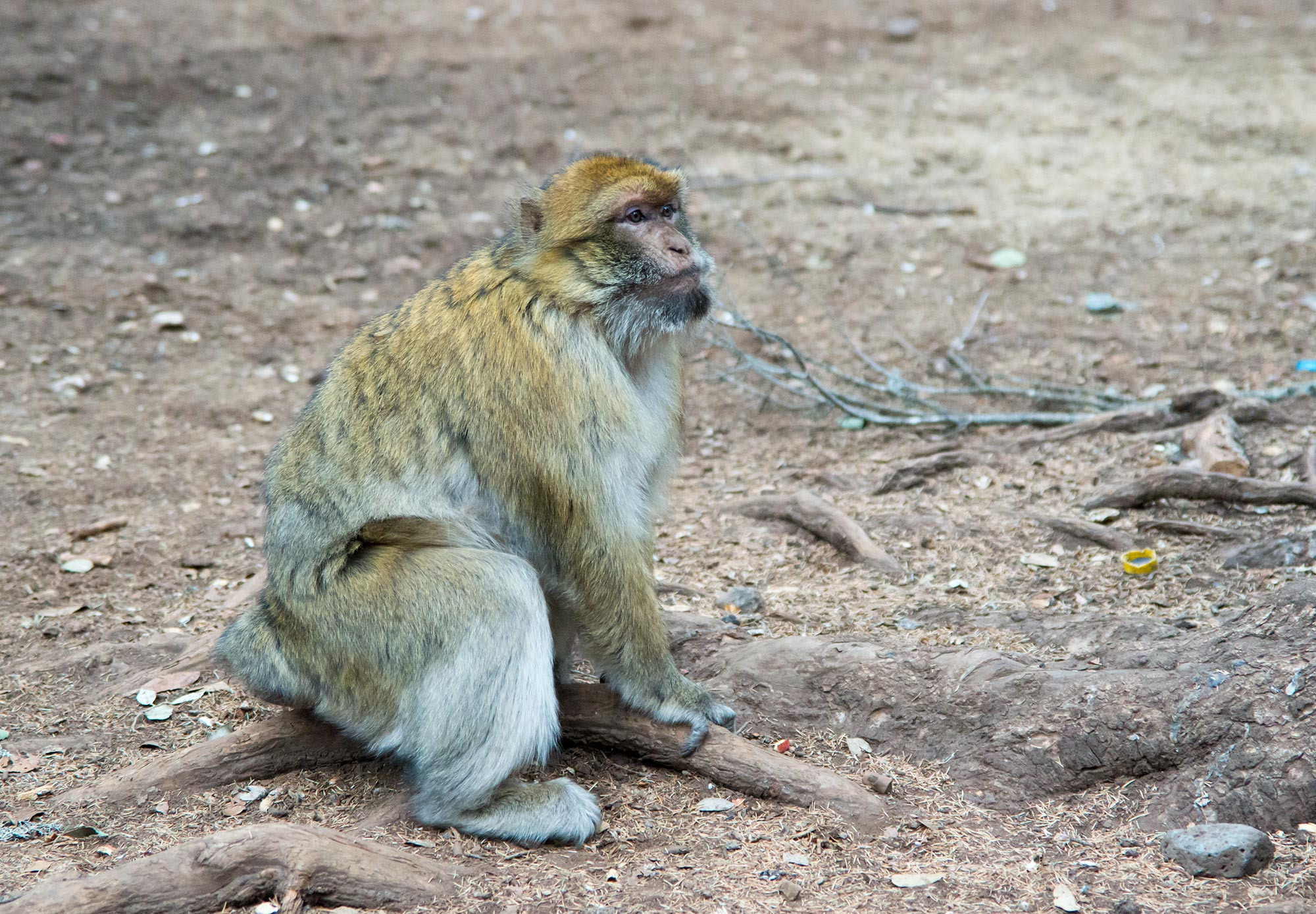
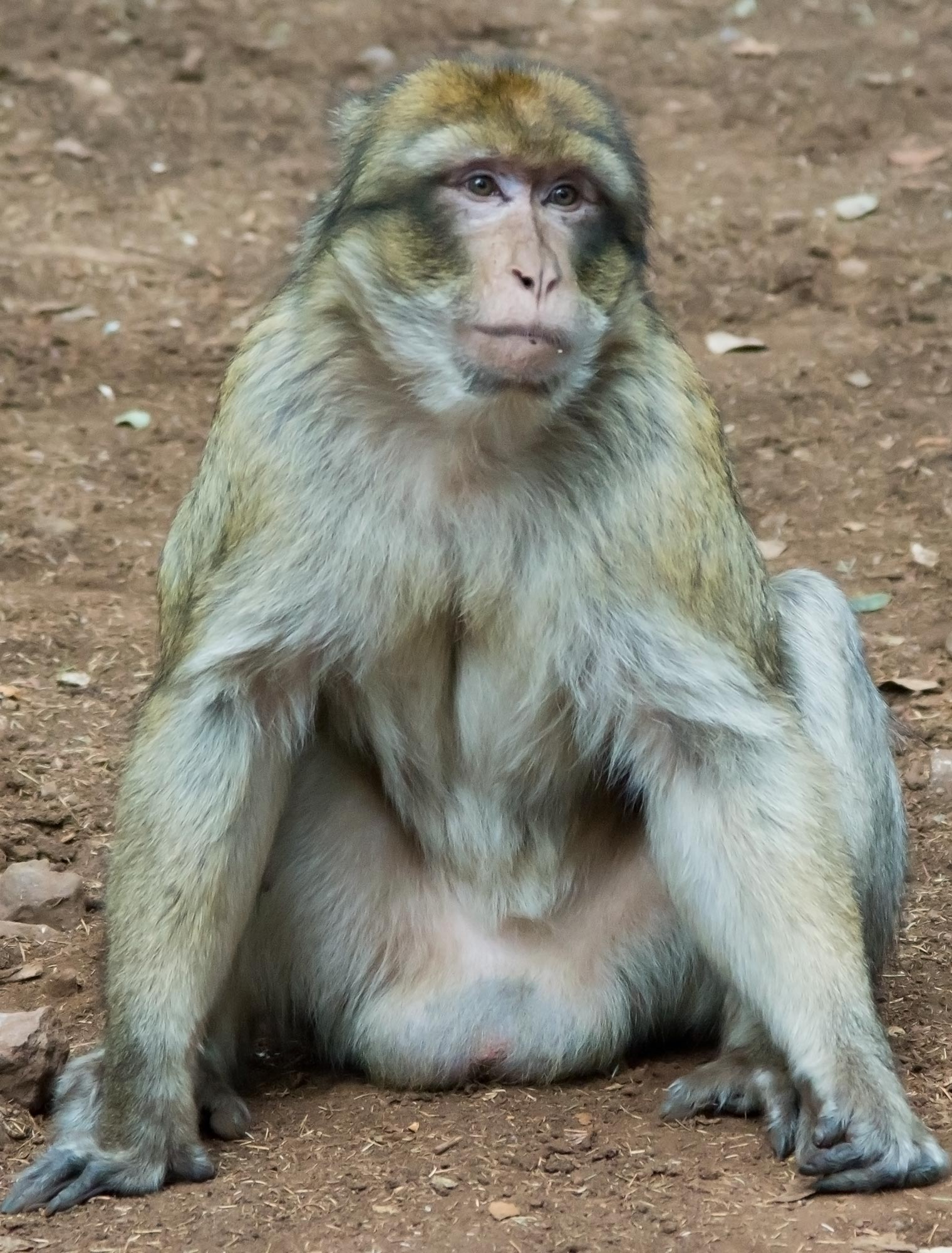
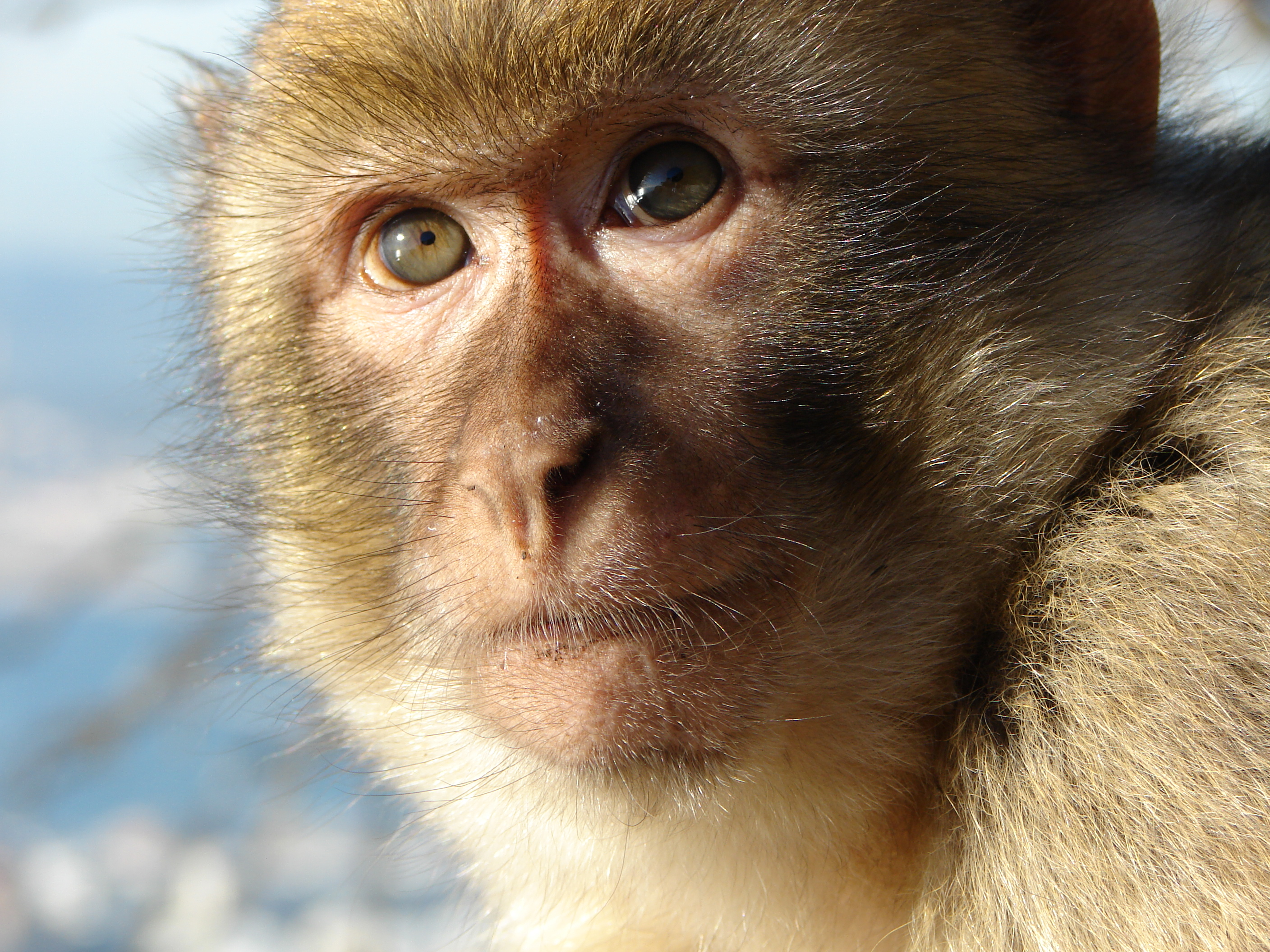
Магот с гибралтарской скалы
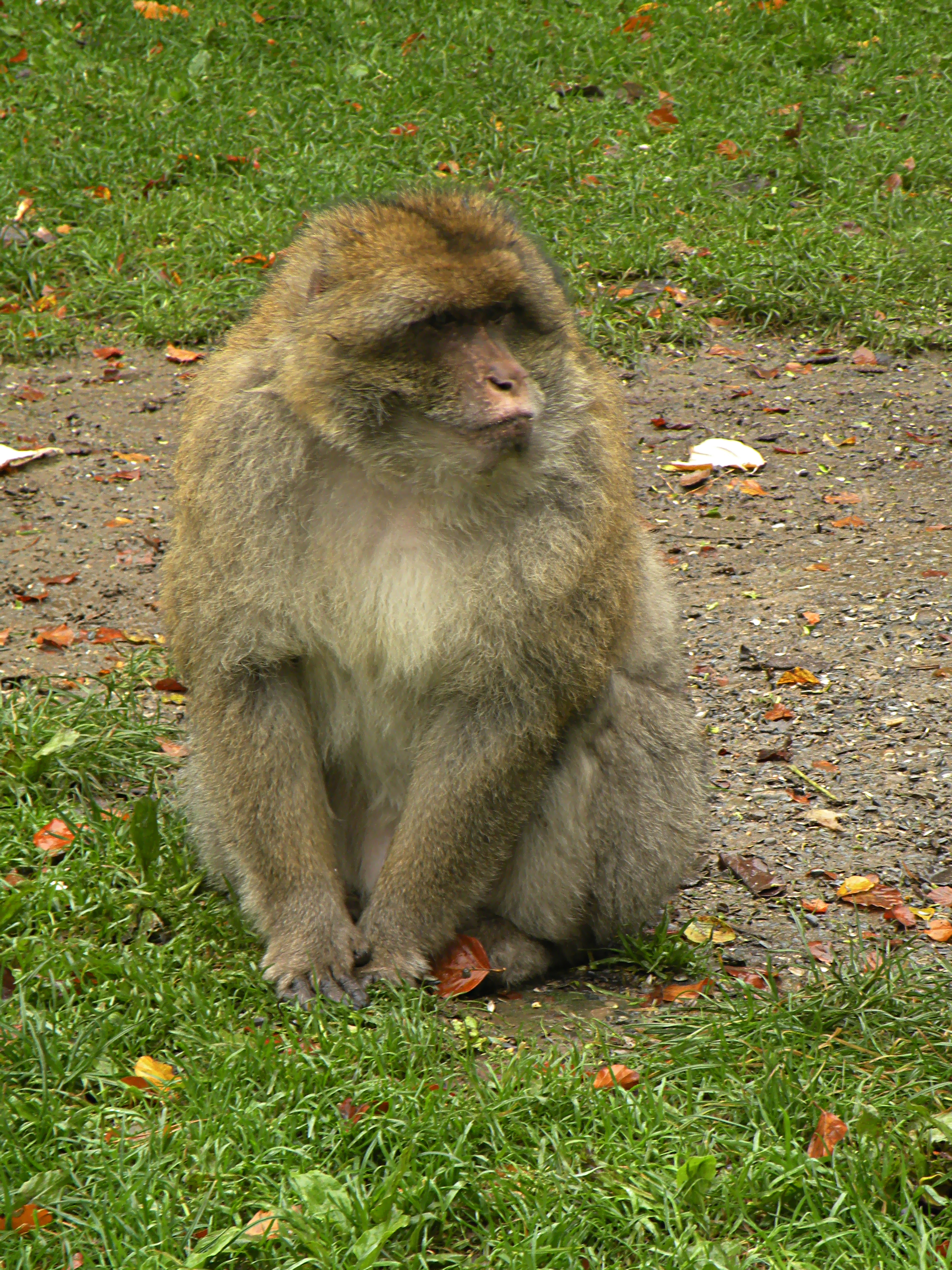
Альфа-самец. Такой социальный статус устанавливается только на основании добровольно выражаемого согласия взрослыми членами семейства.
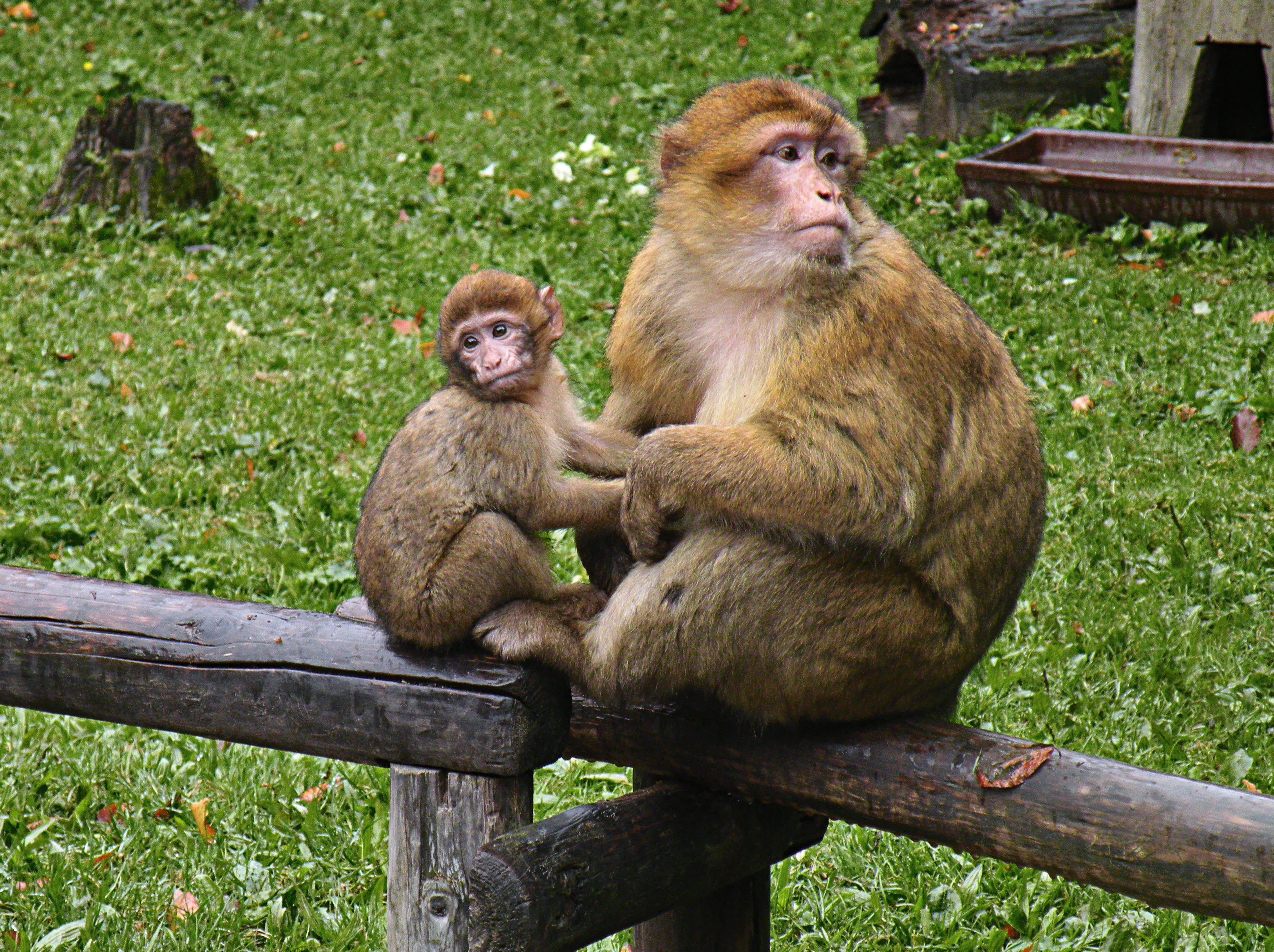
Мать с детёнышем

## Аффенберг
Природоохранный парк в окрестностях южногерманского города Залем, известного своим монастырём. В этом парке проживает практически на свободе несколько семейств макак. Свобода их передвижения ограничена лишь высоким забором, недоступным для преодоления животными. Люди могут посетить парк за плату и, при соблюдении определённых мер предосторожности, кормить их с рук.

## Находка в Новгороде
Во время раскопок в 2003 году на Рюриковом городище в Великом Новгороде был обнаружен крупный фрагмент черепа взрослой самки магота, датированный радиоуглеродным методом по микродозам (метод AMS) периодом между 1160 и 1220 годами. Эта находка останков Macaca sylvanus пока является для данной эпохи самой древней на континенте Европа.